# No One Knows How to Love Me Quite Like You Do
"No One Knows How to Love Me Quite Like You Do" är en R&B-låt framförd av den amerikanska sångerskan Aaliyah, komponerad av R. Kelly för Aaliyahs debutalbum Age Ain't Nothing But a Number (1995). 
I låten sjunger framföraren till sin pojkvän att "ingen kan älska mig som du". Spåret består till stor del av hiphop-inspirerade taktslag. "No One Knows How to Love Me Quite Like You Do" gavs ut som den fjärde (sjätte sammanlagt) och sista singeln från Aaliyahs debutalbum i Nordamerika den 27 juni 1995. Låten hade dock en begränsad release som endast en radiosingel. Utan någon marknadsföring eller musikvideo tog sig singeln aldrig in på några av Billboards singellistor. Istället nådde radiosingeln till en 65:e plats på Mediabase Urban Airplay, en lista som mäter antal radiospelningar i USA. Det högsta antal spelningar som singeln fick under en vecka var över 1000. 

## Listor
| Lista (1995)                        | Topp Position |
| ----------------------------------- | ------------- |
| Amerikanska Mediabase Urban Airplay | 65            |